# Yingdong (socken i Kina, Hunan)
Yingdong (kinesiska: 盈洞, 盈洞瑶族乡) är en socken i Kina. Den ligger i provinsen Hunan, i den södra delen av landet, omkring 310 kilometer söder om provinshuvudstaden Changsha. Antalet invånare är 6037. Befolkningen består av 2 795 kvinnor och 3 242 män. Barn under 15 år utgör 23,0 %, vuxna 15-64 år 68 %, och äldre över 65 år 8,0 %.
Genomsnittlig årsnederbörd är 1 920 millimeter. Den regnigaste månaden är maj, med i genomsnitt 290 mm nederbörd, och den torraste är oktober, med 35 mm nederbörd.